# Who Wrote Holden Caulfield?
«Who Wrote Holden Caulfield?» (¿Quién escribió Holden Caulfield?) es una canción del álbum Kerplunk!, de la banda estadounidense de punk rock, Green Day, se lanzó como la undécima canción del disco y está inspirada en el libro El guardián entre el centeno del autor J. D. Salinger. La revista Rolling Stone la clasificó en el octavo puesto de su lista de las 10 mejores canciones de Green Day.

## Temática
Según palabras de Armstrong, "Es una canción sobre olvidar lo que vas a decir... Está tratando de motivarte para hacer algo solo porque tus mayores te lo dicen, tienes que estar motivado, terminas sin hacer nada, pero luego lo disfrutas".
En esta canción, Billie Joe está tratando de recordar lo que iba a decir, pero se da cuenta de que no puede recordar lo que era. Y al igual que su mente perezosa, no puede obtener motivación y cada vez es más y más fría. Él quiere hacer algo grande y significativo, pero no tiene suficiente fuerza o voluntad para cumplir ese deseo, y por lo que termina casi olvidando lo que quería.
Como el autor mencionó, la razón de la frustración podría ser la obligación de lo que sus padres le dicen a usted primero no tiene motivación para hacer lo que quiere y quiere rebelarse, pero luego se da cuenta de que no tiene motivación para rebelarse tampoco y usted apenas podría terminar. Como resultado, no estás haciendo nada y ahogándote en tu propia apatía.
Billie Joe fue obligado a leer el libro durante su etapa escolar, pero no lo hizo. Años más tarde cambio de parecer y al leerlo se sintió muy identificado con el personaje, lo cual lo llevó a componer la canción.

## Presentaciones en vivo
Who Wrote Holden Caulfield? fue escrita un par de años antes de que se publicara en Kerplunk, siendo tocada por primera vez el día 26 de enero de 1990 en el 924 Gilman Street de Berkeley, California. La canción fue muy interpretada entre los años 1990 y 1994, haciendo posteriormente solo un par de apariciones durante la gira promocional de Nimrod entre los años 1997 y 1998. Aparecería en varios conciertos de la gira del disco Warning entre los años 2000 y 2001. Tuvo posteriormente varias presentaciones en las giras American Idiot World Tour y 21st Century Breakdown World Tour, así como el 99 Revolutions World Tour. Dentro de las presentaciones más sobresalientes de la canción, se encuentra la dada en el Café Panamá en España, durante el primer concierto de la banda en Europa; en el Madison Square Garden de Nueva York, versión incluida en el disco Awesome as Fuck, y la dada en el PNC Bank Arts Center de Nueva Jersey donde estuvo de invitado Davey Havok de AFI.